# روز جورج
روز جورج (بالإنجليزية: Rose George)‏ هي صحفية أمريكية، ولدت في 1969 في غرب يوركشير في المملكة المتحدة.

## وصلات خارجية
- الموقع الرسمي